# Ladro nella legge
Un ladro nella legge (in russo вор в законе?, vor v zakone; in georgiano კანონიერი ქურდი?, Kanonieri K'urdi, in armeno օրենքով գող, Orenqov Gokh), all'interno del mondo criminale russo, ed in particolare nella cosiddetta organizacija, è una figura specializzata, in particolare un ladro, che soddisfa determinate caratteristiche della tradizione criminale russa.

## Storia
Anche se la Russia ha avuto per lungo tempo criminali e banditi che operavano nelle vaste aree periferiche della nazione, durante i disordini della rivoluzione russa le bande armate proliferarono fino a diventare un fattore significativo della società. Queste divennero note come "vorovskoj mir" o "mondo dei ladri".
Quando l'Unione Sovietica venne riportata all'ordine, il NKVD distrusse completamente il sottobosco criminale dell'URSS. Comunque, fu nei campi di prigionia di Stalin che sorse un nuovo sistema, i vory v zakone.
I "ladri nella legge" si formarono come una società di mutuo supporto all'interno dei campi di prigionia, adottò un sistema di responsabilità collettiva e il giuramento su un codice di "completa sottomissione alle leggi della vita criminale, compreso l'obbligo di sostenere l'ideale criminale, il rifiuto del lavoro e delle attività politiche". I gruppi organizzarono inoltre i loro tribunali attorno ad un codice di onore ladresco e di tradizione. L'accettazione nel gruppo era spesso segnalata da grandi tatuaggi.
Durante la seconda guerra mondiale molti ladri nella legge decisero di entrare nell'esercito pur di sfuggire ai lager venendo meno alle loro regole. Al termine della guerra si generarono scontri fra chi restò nei gulag e chi tornò dalla guerra.
Dopo il crollo dell'Unione Sovietica il vor assunse un ruolo guida all'interno della gerarchia criminale russa (si veda Mafia russa). Essi ottengono il titolo da altri vory e allo scopo di essere accettati devono dimostrare notevoli doti di comando, abilità personale, intelletto e carisma. Una volta accettati devono vivere seguendo il codice. La pena per la violazione di questo codice è spesso la mutilazione o la morte.
Un famoso Vor V Zakone è Vladimir Podatev che venne nominato membro della Commissione per i Diritti Umani sotto la presidenza di Boris El'cin, nonostante tre precedenti condanne per furto, rapina a mano armata e stupro.
Un gruppo criminale internazionale attuale i cui membri si ispirano all'ideologia dei Ladri nella legge è il Brothers' Circle.

## I 10 comandamenti
I 10 comandamenti che deve seguire un ladro nella legge:
1. Un “ladro in legge” non deve avere nessun impegno con la società, non deve condividerne gli interessi, partecipare alle relazioni sociali e all'attività delle istituzioni, né deve aiutarle in alcun modo. In questa maniera il ladro diventa indipendente e può contare sull'assoluta fedeltà dell'ambiente criminale.
2. Un “ladro in legge” non può collaborare con il potere statale, indipendentemente dal regime politico. Per questo motivo il ladro non può collaborare con i servizi segreti, né quelli del suo paese, né stranieri. Se è costretto a farlo, per esempio, stando in carcere, conduce sempre il doppio gioco tentando di trarne vantaggio. Questa è la regola detta dell'“internazionalismo”.
3. Un “ladro in legge” non deve sporcarsi mai le mani per non compromettere la “nobiltà” dell'idea. Fa tutto con le mani degli altri, è sempre circondato da un contingente di “esecutori” dell'ambiente criminale.
4. Un “ladro in legge” si adatta facilmente alle circostanze, cambia rapidamente la sua tattica secondo le necessità.
5. Crudeltà e punizione dei traditori. La violazione o la rinuncia alla legge equivale al tradimento, la punizione può essere una sola: la morte, che viene decretata da un'assemblea di ladri ed eseguita dai sottoposti.
6. I “ladri in legge” sono onesti nei rapporti tra di loro e si danno sempre una mano. Secondo la “legge” sono tutti uguali.
7. Un “ladro in legge” deve dimostrare il suo eroismo in pubblico. Deve essere coraggioso, crudele e sicuro di sé. Un ladro che ha paura e che la manifesta viene privato del suo potere.
8. Un “ladro in legge” è sempre in conflitto con l'ambiente che lo circonda e quindi deve essere molto informato.
9. Disprezzo per i beni. Il “ladro in legge” non ha diritto di possedere beni, ma può usufruire del patrimonio che appartiene al mondo criminale. In questo non ha altri limiti se non i suoi desideri.
10. Non si può diventare “ladri in legge” senza aver fatto diversi anni di carcere. L'“anzianità” del detenuto è obbligatoria.

## Ladri nella legge famosi
| Nome                | soprannome     | Etnia        | Stato        |
| ------------------- | -------------- | ------------ | ------------ |
| Armen Kazarian      | Pzo            | Armeno       | Imprigionato |
| Aslan Usojan        | Ded Khasan     | Curdo/Yezidi | Morto        |
| Zachar Kalašov      | Shakro-molodoi | Curdo/Yezidi | Imprigionato |
| Tariel Oniani       | Taro           | Georgiano    | Imprigionato |
| Vladimir Podatev    |                | Russo        | Attivo       |
| Evsej Agron         |                | Russo/Ebreo  | Morto        |
| Jaba Ioseliani      |                | Georgiano    | Morto        |
| Otari Kvantrishvili | Otarik         | Georgiano    | Morto        |
| Vjačeslav Ivan'kov  | Japončik       | Russo        | Morto        |
| Rafael Bagdasaryan  | Svo Raf        | Armeno       | Morto        |